# Prothoe praesignis
Prothoe praesignis är en fjärilsart som beskrevs av Hans Fruhstorfer 1913. Prothoe praesignis ingår i släktet Prothoe och familjen praktfjärilar. Inga underarter finns listade i Catalogue of Life.